# Tatiana Pelttser
Tatiana Ivánovna Pelttser (Moscú, Imperio ruso, 6 de junio de 1904 – Moscú, Rusia, 16 de julio de 1992) fue una actriz teatral, cinematográfica y televisiva soviética, nombrada en 1960 Artista del Pueblo de la República Socialista Federativa Soviética de Rusia, y en 1972 Artista del pueblo de la URSS.

## Biografía
Nació en Moscú (Imperio ruso) el 6 de junio de 1904. Su padre era el conocido actor Iván Pelttser, lo cual le facilitó iniciarse sobre el escenario a los nueve años de edad. La familia era de origen alemán, estableciéndose en Rusia con la llegada al país en 1821 del comerciante de tejidos Napoléon Peltzer (1802-1889). Inicialmente Tatyana actuó en teatros provinciales, pero más adelante ingresó en el Teatro Mossovet y en el Teatro de las Miniaturas, ambos en Moscú. A partir de 1947 fue primera actriz del Teatro Satire.
Tatyana Pelttser debutó en el cine con la comedia satírica Svadba (1944), y después actuó en el drama Ona zashchishchayet rodinu (1943). Su primer papel cinematográfico destacable fue el de Plaksina en la cinta de Grigori Kozintsev y Leonid Trauberg Prostye lyudi (1945). La actriz ganó una enorme fama con su papel de Lukerya en la obra teatral Svadba s pridanym (1953), la cual se adaptó al cine exhibiéndose en las salas del país. Después rodó otra película de éxito, Soldat Ivan Brovkin (1955), en la cual encarnaba a la madre del protagonista.
Su primer papel en el Teatro Satire fue el de Sra. Jacobs en el panfleto de Evgeny Petrov Ostrov mira. En su papel de Tía Tonia en la obra Prosnis' i poy, Pelttser cantaba, bailaba y volaba por las escaleras con el espíritu de una joven, a pesar de que casi tenía setenta años. Del mismo modo interpretó a Marcelina en la obra Bezumnyy den' ili svad'ba Figaro. Entre sus numerosos papeles en el Teatro Satire destacó en que hizo en Madre Coraje y sus hijos.
En el año 1972 Tatiana Pelttser fue nombrada Artista del pueblo de la URSS, la primera actriz del Teatro Satire en los 48 años de su historia
Después la actriz siguió al director Mark Zajarov al Teatro Lenkom Theatre. Sin embargo, en sus últimos años Pelttser empezó a perder memoria. En su honor, Zajarov escenificó la obra Kaddisch, la cual tenía el personaje de la vieja judía Berta pensada para ser encarnada por Tatyana Pelttser.
En 1992 la actriz sufrió una crisis y hubo de ser hospitalizada. Falleció el 16 de julio de 1992 en Moscú. Fue enterrada en el Cementerio Vvedenskoe, cerca de la tumba de su padre. Había estado casada con el comunista alemán Hans Teubner entre 1927 y 1931.

## Filmografía (selección)
- 1944 : Svadba
- 1945 : Prostye lyudi
- 1954 : Bolshaya semya
- 1954 : Attestat zrelosti
- 1955 : Soldat Ivan Brovkin
- 1959 : Ivan Brovkin na tseline
- 1964 : Frosty
- 1968 : Derevenskiy detektiv
- 1970 : Priklyucheniya zhyoltogo chemodanchika
- 1972 : Dvenadtsat mesyatsev
- 1976 : 12 stulev
- 1981 : Vam i ne snilos...
- 1982 : Tam, na nevedomykh dorozhkakh...
- 1983 : Karantin
- 1984 : Formula lyubvi
- 1986 : Kak stat schastlivym
- 1985 : Posle dozhdichka, v chetverg